# Numbered Treaties
Die Numbered Treaties (französisch Traités numérotés, deutsch Nummerierte Verträge) sind eine Reihe von elf Verträgen zwischen Kanada, bzw. den formal dort als Staatsoberhäuptern herrschenden Monarchen des Vereinigten Königreichs, und zahlreichen Indianerstämmen, die heute als First Nations bezeichnet werden. Die Regierung Kanadas bereitete die Verträge vor, setzte Treaty Commissioners als Unterhändler ein und ratifizierte die zwischen 1871 und 1921 entstandenen Verträge. Daher sind sie bis heute gültig.

Die Gebiete der nummerierten Verträge

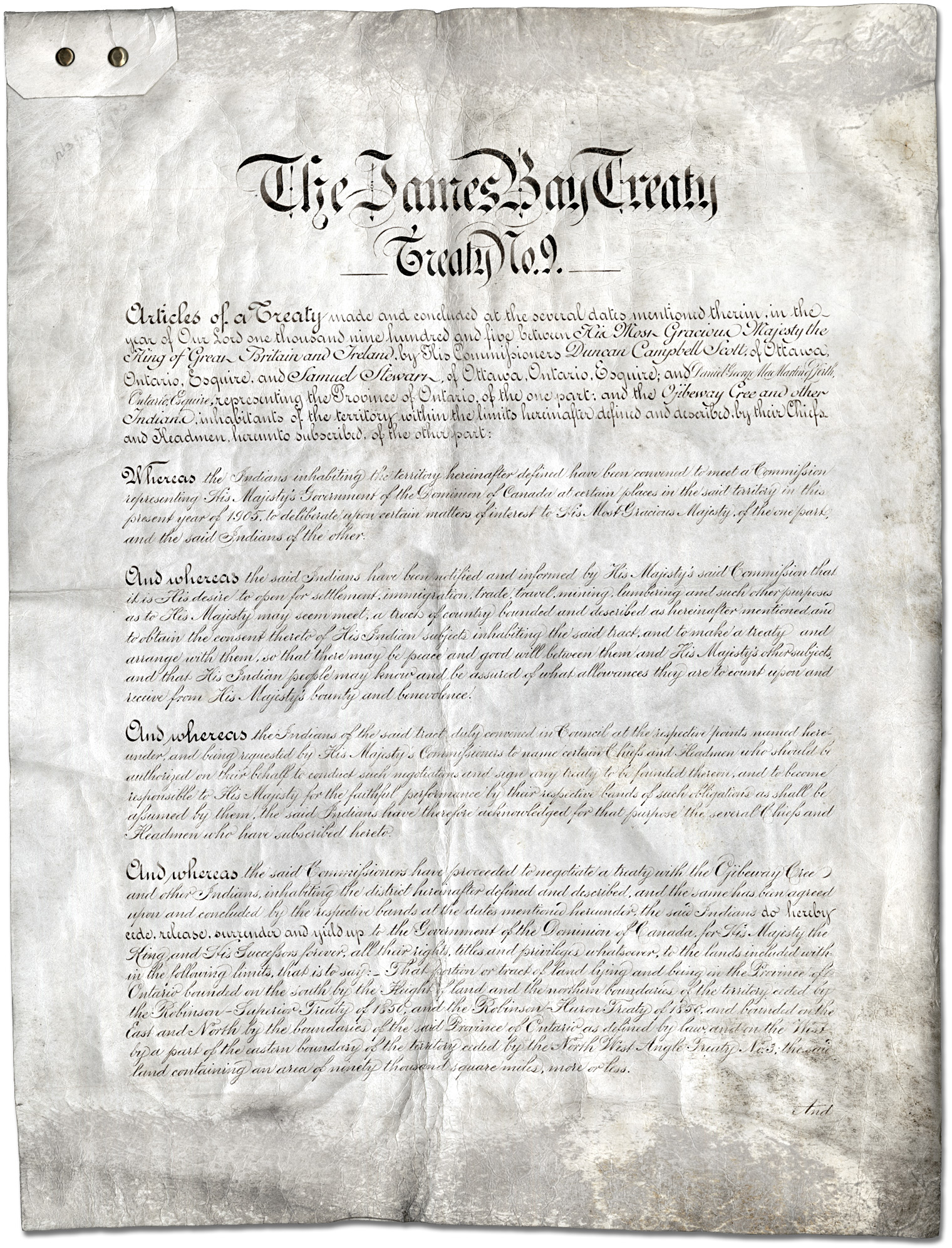
Der James-Bay-Vertrag, Treaty 9, Archives of Ontario, Toronto

Die Treaties (Verträge) 1 bis 7 von insgesamt 11 entstanden innerhalb von zehn Jahren nach der Gründung Kanadas als Konföderation britischer Kolonien in 1867. Vor der Konföderation bestand Britisch-Nordamerika aus sechs verschiedenen Kolonien: Nova Scotia, New Brunswick, die Provinz Kanada (heute Québec und Ontario), Prince Edward Island, Neufundland sowie die Vereinigten Kolonien von Vancouver Island und British Columbia. Den Rest des heutigen Staatsgebiets bildeten Ruperts Land und das Nordwestliche Territorium, die von der Hudson’s Bay Company kontrolliert und 1870 an Kanada abgetreten wurden, sowie der Arktische Archipel, der unter direkter britischer Kontrolle war und 1880 in den Besitz Kanadas gelangte.
Der Regierung des Premierministers John A. Macdonald (1867–1873 und 1878–1891) schwebte eine Besiedlung der riesigen Gebiete in den heutigen Provinzen Alberta, Manitoba und Saskatchewan vor. Dazu musste jedoch Land erworben werden, das von zahlreichen Stämmen bewohnt war, die einen anerkanntermaßen älteren Anspruch (title) auf das Land hatten. Um die Indianer dennoch dazu zu bewegen, ihre Ansprüche zugunsten erheblich kleinerer als ihrer traditionellen Gebiete aufzugeben, bot man ihnen Kompensationen an. Diese sollten in jährlichen Geldzahlungen bestehen, in Ausstattungen, Nahrungsmitteln und Hilfe bei Land- oder Fischwirtschaft, sowie in der Gewährung von Jagdrechten, aber auch dem Recht auf Fischfang und Fallenstellerei auf dem aufgegebenen Land.
Dabei kam den kanadischen Unterhändlern die Tatsache zustatten, dass die Büffelherden dramatisch dezimiert worden waren, und vielen Indianern damit ihre traditionelle Lebensgrundlage zerstört worden war. So wurden sie abhängig von Lebensmittellieferungen. Edgar Dewdney setzte das Druckmittel des Hungers mehrfach ein, um die Stämme zum Einlenken zu zwingen, die Widerstand leisteten. Dieser manifestierte sich in vielerlei Form und zeigte sich deutlich in der Red-River-Rebellion von 1869 und der Nordwest-Rebellion von 1885, aber auch im Versuch des Cree-Häuptlings Big Bear, ein großes gemeinsames Reservat durchzusetzen. Besonders die Métis und die Cree setzten sich gegen die Marginalisierung zur Wehr.
Die kanadische Bundesregierung, vertreten durch den zuständigen Minister, würdigte den Abschluss verschiedene dieser Verträge zwischen 1927 und 1971 (Nr. 1 – 1927; Nr. 3 – 1943; Nr. 6 – 1927; Vertrag von 1778 – 1971) und erklärte diese zu einem „nationalen historischen Ereignis“. Da sich die Interpretation sowie die Sicht der Gesellschaft auf die kanadische Geschichte im Laufe des letzten Jahrhunderts stark verändert hat, gehören diese Würdigungen der Verträge zu den Ereignissen, die sich in der Überprüfung befinden. Grundlage einer Überprüfung ist ein vom Historic Sites and Monuments Board of Canada/Commission des lieux et monuments historiques du Canada (HSMBC) erstelltes Dokument und wesentlich dabei die Betrachtung der Beziehung Kanadas zu den indigenen Völkern sowie dem Engagement der Bundesregierung für die Wahrheitsfindung und Versöhnung.

## Die Treaties (Verträge)

### Treaties (Verträge) 1–5
Die Numbered Treaties (Nummerierten Verträge) 1–5, allgemein als „the First Five“ (die ersten Fünf) bezeichnet, waren die ersten Verträge, die nach der Konföderation unterzeichnet wurden, und bildeten die Grundlage für Verträge bis zum heutigen Tag. Die Treaties (Verträge) 1–5 wurden zwischen 1871 und 1875 unterzeichnet und umfassen Land das im damaligen Manitoba und in den Nordwest-Territorien lag; dieses Gebiet ist heute als Nordwest-Ontario, Süd-Manitoba, Saskatchewan und Alberta bekannt.
Diese Verträge sollten der Britischen Krone Land zum Zwecke der europäischen Besiedlung sowie der landwirtschaftlichen und industriellen Entwicklung auf Dauer übertragen. Im Austausch für abgetretenes Land und Rechte sollten die First Nations Folgendes erhalten: Reservate, jährliche Geldzahlungen, Zuschüsse für Decken und Werkzeuge, Unterstützung in der Landwirtschaft, Schulen, wenn sie es wünschten, jährliche Volkszählungen sowie Jagd- und Fischereirechte. Eine Ausnahme wurde in die Verträge eingebaut, die vorsah, dass die Bundesregierung, sollte sie das Land benötigen, die Jagd- und Fischfangrechte auf dem Land der Krone aussetzen und die von ihr als entscheidend erachtete Infrastruktur errichten konnte. Die Verträge verlangten von den First Nations auch, den Frieden zu wahren, Recht und Ordnung aufrechtzuerhalten und sich an das Alkoholverbot auf Reserveland zu halten.

#### Treaty 1 (Vertrag 1)
Treaty 1 (Vertrag 1) oder Stone Fort Treaty genannt, weil er im steinernen Lower Fort Garry in Manitoba abgeschlossen wurde, kam am 3. August 1871 zustande. Betroffen waren die Manitoba Saulteaux (Mittlere Saulteaux) (eine Stammesgruppe der Anishinabek) und Swampy Cree im Süden von Manitoba. Unterzeichnet wurde der Vertrag vom kanadischen Unterhändler Wemyss M. Simpson von der einen und den „Chippewa and Swampy Cree Tribes of Indians“ auf der anderen Seite. Dabei ging man von dem Konstrukt aus, dass ihre Majestät, die Königin von England, ihre Untertanen um die Einverständniserklärung bitte, das Land für Siedlung und Einwanderung zu öffnen. Dazu sollten die Indianer Leute bestimmen, die die Autorität hätten, einen solchen Vertrag zu unterzeichnen.
Folgende Häuptlinge bzw. Anführer unterzeichneten den Treaty 1 (Vertrag 1): Mis-koo-ke-new („Red Eagle“ oder Henry Prince); Ka-ke-ka-penais („Bird Forever“ oder William Pennefather); Na-sha-ke-penais („Flying Down Bird“); Na-na-wa-nanan („Centre of Bird’s Tail“); Ke-we-tay-ash („Flying Round“); Wa-ko-wush („Whip-poor-will“) und Os-za-we-kwun/Ošāwaškokwanēpi („Yellow Quill“, korrekt: „Blue/Green Quill“).
Das Gebiet wurde umrissen mit „Beginnend an der internationalen Grenzlinie an ihrem Zusammentreffen mit dem Lake of the Woods, zu einem Punkt nördlich der Mitte des Roseau Lakes; dann zur Mitte des Roseau Lake und nordwärts bis zur Mitte des White Mouth Lake, auch White Mud Lake genannt; dann von der Mitte des Sees und der Mitte des Flusses bis zur Mündung in den Winnipeg River; entlang des Winnipeg bis zu seiner Mündung; dann westwärts, einschließlich aller Inseln nahe dem Südende des Winnipegsees, über den See bis zur Mündung des Drunken River; dann westwärts zu einem zwischen Oak Point und der Mündung des Swan Creek gelegenen Punkt im Lake Manitoba; dann über diesen See entlang einer Linie an seinem Westufer; dann in einer geraden Linie bis zu den Stromschnellen des Assiniboine River; dann nach Süden bis zur Grenze; dann wieder ostwärts entlang dieser Linie bis zum Ausgangspunkt.“
Im Gegenzug sollten die Indianer Reservate (reserves) erhalten. Für die Band (Gruppe) (in Kanada statt der Bezeichnung „Tribe (Stamm)“ gebraucht) des Häuptlings Mis-koo-ke-new („Red Eagle“ oder Henry Prince), so viel Land auf beiden Seiten des Red River, angefangen an der Südgrenze der St. Peter's-Gemeinde. Für alle Bands sollten für eine fünfköpfige Familie 160 Acre verbleiben, eine Fläche, die jeweils der Familiengröße angepasst werden sollte. Den Bands der Häuptlinge Na-sha-ke-penais („Flying Down Bird“), Na-na-wa-nanan („Centre of Bird’s Tail“), Ke-we-tay-ash („Flying Round“) und Wa-ko-wush („Whip-poor-will“) wurde so ein Reservat am Roseau River, beginnend an der Mündung, zugesagt; dem Stamm des Häuptlings Ka-ke-ka-penais („Bird Forever“ oder William Pennefather) Land am Winnipeg River oberhalb von Fort Alexander ungefähr eine Meile oberhalb des Forts beginnend; der Band des Häuptlings Os-za-we-kwun/Ošāwaškokwanēpi („Yellow Quill“, korrekt: „Blue/Green Quill“) Land im Süden und Osten des Assiniboine River, rund zwanzig Meilen oberhalb der Portage, dazu ein Gebiet, das am Reservat liegen und 25 Quadratmeilen umfassen sollte. Dieses sollte den Indianern, falls ein Siedler bereits zum Zeitpunkt des Vertragsabschlusses im Reservat leben sollte, als Ersatzgebiet von gleicher Größe dienen.
Darüber hinaus erhielt jedes Stammesmitglied drei Dollar, und, falls die Stammesvertreter es wünschten, sollte eine Schule eingerichtet werden. Alkoholhandel wurde untersagt.
Eine genaue Zählung der Indianer im jeweils beschriebenen district sollte durchgeführt werden, so dass in jedem Juli im oder nahe dem Reservat einer Familie von fünf Personen (entsprechend angepasst an größere oder kleinere Familien) 15 kanadische Dollar ausgezahlt werden sollten. Doch dies sollte entsprechend dem jeweils gängigen Preis in Montreal in Form von Decken, Kleidung, Farben, Garn, Fallen ausgezahlt werden, es sei denn, die Königin hielt es für sinnvoll, in bar zu zahlen.
Neben dem eigentlichen Vertrag, der den Indianern „vorgelesen und erklärt“ worden war, kamen noch mündliche Versprechungen zum Tragen: Jeder Häuptling, der unterzeichnet hatte, sollte ein Kleidungsstück erhalten, das ihn als Häuptling heraushob. Bekleidung gab es auch für die Berater und die „Tapferen (Krieger)“, wobei ihre Zahl auf zwei pro Häuptling festgesetzt wurde. Dazu kam für jeden Häuptling und seine beiden Berater bzw. „Tapferen (Krieger)“ ein Einspänner – mit Ausnahme der Band von Häuptling Os-za-we-kwun/Ošāwaškokwanēpi („Yellow Quill“, korrekt: „Blue/Green Quill“). Jeder Häuptling bekam einen Bullen und eine Kuh, dazu kam ein Eber für jedes Reservat und eine Sau für jeden Häuptling. Sobald die Indianer so weit seien, sollten sie auch je ein paar domestizierter Tiere bekommen („each kind of animal raised by farmers“). Jeder, der den Boden bearbeitete, sollte einen Pflug und eine Egge bekommen, doch sollten die Geräte Regierungseigentum bleiben und nur ausgeliehen werden.
Heutige Treaty 1 First Nations:
- Brokenhead Ojibway Nation (Baaskaandibewi-ziibiing – „Brokenhead River“)
- Sagkeeng First Nation (früher: Fort Alexander First Nation; Zaagiing – „Am Ort der Flussmündung“)
- Long Plain First Nation (Gaa-ginooshkodeyaag – „Ort der langgezogenen Ebene“)
- Peguis First Nation (bevölkerungsreichste First Nation in Manitoba, benannt nach Häuptling „Peguis“; Oshki-ishkonigan – „das neue Reservat“)
- Roseau River Anishinabe First Nation (Okwewanashko-ziibiing – „Roseau River“)
- Sandy Bay First Nation (Gaa-wiikwedaawangaag – „entlang der Sandküste“)
- Swan Lake First Nation (Gaa-biskigamaag – „der See (Swan Lake) der gekrümmt ist“)

#### Treaty 2 (Vertrag 2)
Treaty 2 (Vertrag 2) wurde nur wenige Wochen später am 21. August 1871 bei Manitoba House geschlossen, betroffen waren Manitoba Saulteaux (Mittlere Saulteaux) (eine Stammesgruppe der Anishinabek) im Süden von Manitoba. Folgende Häuptlinge bzw. Anführer unterzeichneten den Treaty 2 (Vertrag 2): Sou-sonce („Little Long Ears“) für die Swan Creek and Lake Manitoba Indians, Ma-sah-kee-yash („He who flies to the bottom“) und Ke-wee-tah-quun-na-yash („He who flies round the feathers“ oder Richard Woodhouse) jeweils für die Indians of Fairford and the neighboring localities, François („Broken Fingers“) für die Indians of Waterhen River and Crane River and the neighboring localities und Mekis („The Eagle“ oder Giroux) für die Indians of Riding Mountains and Dauphin Lake and the remainder of the territory hereby ceded.
Der Vertrag stimmte weitgehend mit Vertrag 1 überein, abgesehen von der Beschreibung der abzutretenden Gebiete:
Von der Mündung des Winnipeg River, an der Nordgrenze des durch Treaty 1 betroffenen Gebietes; dann entlang dem Ostufer des Lake Winnipeg nordwärts bis zur Mündung des Berens River; dann über besagten See an sein Westufer, am Nordufer der Mündung des Little Saskatchewan River oder Dauphin River; dann stromaufwärts und entlang der nördlichen und westlichen Ufer, und am Lake St. Martin (auch St. Martin's Lake), am Nordufer des Bachs, der in den Lake St. Martin fließt, vom Lake Manitoba entlang der Hauptrichtung des Baches zum letztgenannten See; entlang des Ost- und Nordufers des Lake Manitoba bis zur Mündung des Waterhen River; entlang des Ost- und Nordufers des besagten Flusses bis zum äußersten Nordende des als Waterhen Lake bekannten Sees; westwärts zum und über den Lake Winnipegosis, dann in gerader Linie zu den nördlichsten Gewässern, die die Quelle des Shell River bilden, dann zu einem Punkt zwei Meilen westlich des Flusses, im rechten Winkel dazu, dann entlang einer Parallele zum Shell River bis zu seiner Mündung, dann über den Assiniboine River, parallel dazu im Abstand von zwei Meilen, westwärts zu einem Punkt gegenüber von Fort Ellice, südwestwärts zum nordwestlichen Punkt der Moose Mountains, dann südwärts zur US-Grenze. Dann entlang der Grenze ostwärts bis zur Westgrenze des Gebiets aus Vertrag 1, dieser Grenze entlang bis zur Mündung des Winnipeg.
Als Reservate blieben:
Für die Band (in Kanada statt der Bezeichnung „Stamm“ gebraucht) des Häuptlings Mekis („The Eagle“ oder Giroux): Land für jede fünfköpfige Familie im Umfang von 160 Acre zwischen Turtle River und Valley River, am Südufer des Dauphin Lake. Für die Band von Häuptling François („Broken Fingers“) Land am Crane River, der in den Lake Manitoba fließt, auch hier mit Blick auf die „Standardfamilie“. Für die Band des Häuptlings Ke-wee-tah-quun-na-yash („He who flies round the feathers“ oder Richard Woodhouse) entsprechendes Land zwischen Lake Manitoba und St. Martin's Lake, bekannt als „Fairford River“ einschließlich des Gebiets der Indianermission. Für die Band von Häuptling Sou-sonce („Little Long Ears“) Land auf der Ostseite des Lake Manitoba, nordwärts von dort, „wo derzeit eine gestürzte Ulme liegt“ und bis zur halben Strecke zwischen Oak Point und Manitoba Post. Dabei galt ebenfalls die Einschränkung, dass bereits vorhandene Siedlerstellen berücksichtigt werden sollten.
Heutige Treaty 2 First Nations:
- Dauphin River First Nation (Zaaskajiwaning – „Dauphin River“)
- Ebb and Flow First Nation (Gaa-gwekwekojiwang – „Wasser, das hin- und her fließt“)
- Keeseekoowenin Ojibway First Nation (Dauphin Lake/Riding Mountain; benannt nach Häuptling Giizhigoowining (Keeseekoowenin) – „Sky Man“)
- Lake Manitoba First Nation (Animo-ziibiing – „Dog Creek/Dog River“)
- Lake St. Martin First Nation (Obashkodeyaang – „Hohe Klippe/Hoes Felsufer“)
- Little Saskatchewan First Nation (Gaa-wiikwedaawangaag – „beschreibt die Küstenlinie, an der sich die Gemeinde befindet“)
- O-Chi-Chak-Ko-Sipi First Nation (früher: Crane River First Nation; Ojijaako-ziibiing – „Crane River“)
- Pinaymootang First Nation (früher: Fairford First Nation; Binemoodaang – „Partridge Crop Place“)
- Skownan First Nation (früher: Waterhen First Nation; Ishkwaawinaaning – „Am Rande des Landes vor dem nächsten Ort“)

#### Treaty 3 (Vertrag 3)
Treaty 3 (Vertrag 3) oder North-West Angle Treaty wurde am 3. Oktober 1873 geschlossen, betroffen waren Ontario Saulteaux (Östliche Saulteaux) (auch: Woodland Saulteaux genannt) (eine Stammesgruppe der Anishinabek) (im Vertrag heißen sie der „Saulteaux Tribe of the Ojibbeway Indians“) im Nordwesten Ontarios und eine Band der Ontario Saulteaux (Östliche Saulteaux) im Südosten Manitobas. Die vorangehenden Verhandlungen bewirkten zum einen Nachbesserungen an den ersten beiden Verträgen, zum anderen diente dieser Vertrag als Vorlage für die nachfolgenden acht Verträge. Außerdem trugen spätere Prozesse vor den höchsten Gerichtshöfen dazu bei, die Aufgabenverteilung zwischen den Provinzen und der Bundesregierung genauer zu bestimmen. Das betroffene Gebiet umfasste laut Vertrag 55.000 Quadratmeilen. Als Kompensation für das aufgegebene Land wurden Reservate für die Saulteaux eingerichtet, und die Saulteaux sollten mit landwirtschaftlichen Geräten ausgestattet werden. Jede Person erhielt bei Vertragsunterzeichnung sofort 12 Dollar und danach jährliche Zahlungen in Höhe von fünf Dollar. Jedem Häuptling wurden jährlich 25 Dollar und jedem seiner Berater (Vertreter) 15 Dollar zugesagt. 1.500 Dollar pro Jahr wurden für den Kauf von Munition und Bindfaden für Netze bereitgestellt. Für jede Familie, die Landwirtschaft betreiben wollte, wurden zwei Hacken, ein Spaten und eine Sense sowie ein Pflug für je zehn Familien und fünf Eggen für je zwanzig Familien bereitgestellt. Jede Band erhielt Äxte, Kappsägen, eine Grubensäge, einen Erdbohrer, einen Schleifstein, eine Truhe mit Schreinerwerkzeugen sowie Saatgut für Weizen, Gerste, Kartoffeln und Hafer. Jede Band sollte außerdem ein Ochsen-Gespann, einen Stier und vier Kühe erhalten. Der Verkauf von Schnaps wurde im Reservat verboten.
Bekannte unterzeichnende Häuptlinge waren: Mikiseesis („Little Eagle“), Oos-Con-Na-Geith, Go-Bay, Me-Pie-Sies, Häuptlinge der Rainy Lake (gojiji-zaaga'igan) Bands der „Rainy Lake and River Bands of Saulteaux (Gojijiwininiwag)“, Sah-katch-eway, Häuptling der Lac La Croix Band of Rainy River Saulteaux der „Rainy Lake and River Bands of Saulteaux (Gojijiwininiwag)“, Mupa-Day-Wah-Sin, Häuptling der Sturgeon Lake Band of Rainy River Saulteaux der „Rainy Lake and River Bands of Saulteaux (Gojijiwininiwag)“, Kek-Ta-Pay-Pi-Nais, Kitchi-Gay-Kake, Kitchi-Ne-Ka-Le-Han, Papa-Sko-gin, Nee-Sho-Tal, Kee-Je-Go-Kay und Ma-We-Do-Pe-Nais/Nawe-Do-Pe-Ness, Häuptlinge der Rainy River (Gojiji-ziibi) Bands der „Rainy Lake and River Bands of Saulteaux (Gojijiwininiwag)“, John Cromarty, Häuptling der Lac Seul Band der „English River Saulteaux“, Ka-Katche-way, Häuptling der English River Saulteaux Band der „English River Saulteaux“, Kah-Tay-Pa-E-Cutch und Ayashwash/Ay-Ash-A-Wath, Häuptlinge der Lake of the Woods (Lac des Bois) Bands der „Lac des Bois (Babiikwaawangaa-zaagaʼigan) Band of Saulteaux“, Metassoqueneshawk und Pow-wa-sang/Powasson, Häuptlinge der Lac des Mille Lacs Saulteaux Bands, Sha-Sha-Gance und Shah-Win-Na-Bi-Nais, Häuptlinge der Shoal Lake Saulteaux Bands, Wah-Shis-Kouce, Häuptling der Eagle Lake (Migisi Sahgaigan) Band der Saulteaux, Pay-Ah-Bee-Wash, Häuptling der Whitefish Bay Band der Saulteaux, Ka-Mo-Ti-Ash, Häuptling der White Fish Lake Band der Saulteaux; weitere Saulteaux-Häuptlinge: Note-Na-Qua-Hung, Canda-Com-Igo-We-Ninie, May-No-Wah-Taw-Ways-Kiong und Kah-Kee-Y-Ash. Katche-way trat hierbei als Sprecher der „English River Saulteaux“ auf und Ma-We-Do-Pe-Nais/Nawe-Do-Pe-Ness als Sprecher der „Rainy Lake and River Bands of Saulteaux (Gojijiwininiwag)“.
Heutige Treaty 3 First Nations:
- Big Grassy First Nation (Mishkosiminiziibiing Anishinaabeg – „Anishinabe entlang des Big Grassy River“, auch: Big Grassy River First Nation, als „Assabaska Band of Saulteaux“ Teil der historischen Lac des Bois Band of Saulteaux)[6]
- Anishnaabeg of Naongashiing (Naongashiing First Nation, auch: Big Island First Nation, Teil der historischen Lac des Bois (Babiikwaawangaa-zaagaʼigan) Band of Saulteaux, Babiikwaawangaa-zaagaʼigan – „See mit Sanddünen“)
- Northwest Angle 33 First Nation (Teil der historischen Lac des Bois (Babiikwaawangaa-zaagaʼigan) Band of Saulteaux, Babiikwaawangaa-zaagaʼigan – „See mit Sanddünen“)
- Animakee Wa Zhing 37 First Nation (früher: Northwest Angle 37 First Nation, Teil der historischen Lac des Bois (Babiikwaawangaa-zaagaʼigan) Band of Saulteaux, Babiikwaawangaa-zaagaʼigan – „See mit Sanddünen“)
- Ojibways of Onigaming First Nation (auch: Onigaming First Nation oder Sabaskong First Nation, Teil der historischen Lac des Bois (Babiikwaawangaa-zaagaʼigan) Band of Saulteaux, Babiikwaawangaa-zaagaʼigan – „See mit Sanddünen“)
- Anishinabe of Wauzhushk Onigum (auch: Wauzhusk Onigum First Nation, früher: Rat Portage First Nation, Teil der historischen Lac des Bois (Babiikwaawangaa-zaagaʼigan) Band of Saulteaux, Babiikwaawangaa-zaagaʼigan – „See mit Sanddünen“)
- Asubpeeschoseewagong First Nation (auch: Asabiinyashkosiwagong Nitam-Anishinaabeg oder Grassy Narrows First Nation)
- Eagle Lake First Nation (auch: Migisi Sahgaigan First Nation)
- Iskatewizaagegan 39 Independent First Nation (auch: Shoal Lake 39 First Nation)
- Lac des Mille Lacs First Nation (auch: Nizaatikoong/Ne-azaadiikaang – „Land, das reich an Pappeln ist“)
- Naotkamegwanning First Nation (früher: Whitefish Bay First Nation)
- Obashkaandagaang Bay First Nation (auch: O"Bash'Kaan'Da'Gaang/Washagamis Bay First Nation)
- Niisaachewan Anishinaabe Nation (früher: Dalles First Nation oder Ochiichagwe'Babigo'Ining Ojibway Nation, Teil der historischen Lac des Bois Band of Saulteaux)
- Shoal Lake 40 First Nation
- Wabaseemoong Independent Nations (korrekterweise: Wabaseemoong Independent Nations of One Man Lake, Swan Lake and Whitedog)
- Wabauskang First Nation
- Wabigoon Lake Ojibway Nation (Waabigonii Zaaga’igan bzw. Waabigoniiw Saaga'iganiiw Anishinaabeg – "Menschen am "Ringelblumen See, d. h. des Wabigoon Lake", auch: Wabigoon First Nation)
- Couchiching First Nation (Gojijiwininiwag – „Menschen am Gojiji-zaaga'igan, d. h. des Rainy Lake“)
- Lac La Croix First Nation
- Mitaanjigamiing First Nation (früher: Stanjikoming First Nation)
- Naicatchewenin First Nation (auch: Anishinaabeg of Nagaajiwanaang, früher: Northwest Bay First Nation)
- Nigigoonsiminikaaning First Nation (früher: Nicickousemenecaning First Nation und Red Gut First Nation)
- Rainy River First Nations (auch: Manitou Rapids First Nation)
- Seine River First Nation (früher: Rivière la Seine Band)
- Lac Seul First Nation (Obishikokaang/Obaazhingwaakokaang – „Enge [reichlich] mit Weißkiefern“, auch: Obishikokaang First Nation)
- Ojibway Nation of Saugeen (Zaagiing – „Abfluss“, leb(t)en entlang des Saugeen River sowie auf der vormals „Saugeen Peninsula“ genannten Bruce-Halbinsel)
- Buffalo Point First Nation (Neyaashing – „die Landspitze (Buffalo Point) am Wasser“, Teil der historischen Lac des Bois (Babiikwaawangaa-zaagaʼigan) Band of Saulteaux, Babiikwaawangaa-zaagaʼigan – „See mit Sanddünen“)

#### Treaty 4 (Vertrag 4)
Treaty 4 (Vertrag 4) oder Qu’Appelle Treaty wurde am 15. September 1874 in Qu’Appelle, Saskatchewan geschlossen, betroffen waren Westliche Saulteaux und Manitoba Saulteaux (Mittleren Saulteaux) (beide Stammesgruppen der Anishinabek), Plains Cree und Westliche Swampy Cree, Assiniboine und Stoney. Er hieß offiziell Vertrag zwischen „Her Majesty the Queen and the Cree and Saulteaux Tribes of Indians at the Qu’Appelle and Fort Alice“. Hintergrund war hier weniger die Siedlungsfrage, als der Ausbau der transkontinentalen Eisenbahnverbindung. Als Kompensationen für die Aufgabe von 195.000 km² Territorium, das von der südöstlichen Ecke des heutigen Alberta über den größten Teil des Südens von Saskatchewan bis zum westlichen Zentral-Manitoba reichte, erhielten die 33 bzw. 34 betroffenen Stämme Folgendes: Jeder Stammesangehörige sollte 5 Dollar pro Jahr, dazu Kleider erhalten. Jeder Häuptling sollte 25 Dollar bei Vertragsunterzeichnung und je 25 Dollar pro Jahr erhalten, dazu einen Mantel und eine Silbermünze. Alle drei Jahre sollte er eine neue Garnitur Kleider erhalten. Ähnliches erhielten vier weitere Leute jedes Stammes, allerdings nur je 15 Dollar pro Jahr. Dazu sollten sie Werkzeuge für die Bodenbearbeitung und 750 Dollar pro Jahr für Schießpulver und Munition, Stoffe und Fäden für Fischnetze erhalten. Auf Wunsch unterhielt die Regierung auch eine Schule nebst Lehrer. Auch hier erhielten die Indianer das Jagd- und Fischrecht auf allem aufgegebenen Land, außer dort, wo Landwirtschaft betrieben wurde, oder Forstwirtschaft, Bergbau, oder dort, wo Siedlungen bestanden. Die anwesenden Saulteaux waren mit den Vertragsverhandlungen der Treaties 1 bis 3 zwischen der Krone und den dortigen Saulteaux-Bands nicht zufrieden und setzten die verhandlungsbereiten Cree unter Druck, den vorbereiteten Vertrag nicht sofort zu unterzeichnen (zudem waren auch die Assiniboine – obwohl große Teile ihres Stammesgebiets betroffen waren – auf Büffeljagd und somit nicht bei den Verhandlungen vertreten). Die Saulteaux und Cree verlangten, dass die Verhandlungen nicht beim HBC-Handelsposten stattfinden sollten. Bekannte unterzeichnende Häuptlinge waren: Kakiishiway/Kakuishmay („Loud Voice“), Sprecher der Plains Cree, Odit-ta-gay-win-nin/Otakaonan (Atakawinin oder Otahaoman – „The Gambler (Der Spieler)“ oder [Jean] Gambler Tanner), Häuptling der Red Lake Band und Sprecher der Qu’Appelle River Saulteaux als Vertreter des Häuptlings Mīmīy/Meemay (Mee-may – „Pigeon“, „The Cote“ oder Gabriel Coté), Häuptling der Swan Lake Band der Saulteaux, Cowessess/Kiwisānce (Ka-we-zauce – „Little Child“, wörtlich: „Boy“), Häuptling einer Plains Cree/Plains Saulteaux Band, Kahkewistahaw/Kākīwistāhāw („He who flies around“), Häuptling der Rabbit Skins Cree der Plains Cree, Pasqua/Paskwüw (Paskwāw – „The Plain“, franz.: „Les Prairies“), Häuptling einer Plains Cree/Plains Saulteaux Band, Payipwat/Piapot („Jener, der die Geheimnisse (Mysterien) der Sioux kennt“), Häuptling der Cree-Assiniboine (Young Dogs) der Plains Cree, Kamooses, Os-za-we-kwun/Ošāwaškokwanēpi („Yellow Quill“, korrekt: „Blue/Green Quill“) und Kinistin („Cree“) als Häuptlinge der Manitoba Saulteaux (Mittleren Saulteaux) und die Assiniboine-Häuptlinge Cuwiknaga Je Eyaku („The Man Who Tooks The Coat“), Wįcá Hústaga/Wich-A-Wost-Taka (Wica Hostaka – „Lean Man“ bzw. fälschlicherweise „Poor Man“) und Teepee Hoska („Long Lodge“). Die erste Vertragsunterzeichnung erfolgte bei Fort Qu’Appelle durch Cree, Saulteaux und Assiniboine Bands, in den nächsten Jahren erfolgten mehrere Erweiterungen/Anhänge („adhesions“): am 21. September 1874 bei Fort Ellice durch Saulteaux Bands, am 8. und 9. September 1875 bei Qu’Appelle Lakes durch Cree, Saulteaux und Stoney Bands, am 24. September 1875 am Swan Lake durch Cree, Saulteaux und Stoney Bands, am 24. August 1876 bei Fort Pelly durch Cree und Saulteaux Bands sowie am 25. September 1877 bei Fort Walsh durch Stoney und Assiniboine Bands.
Heutige Treaty 4 First Nations in Manitoba:
- Gamblers First Nation (Ataagewininiing – „Gambling Man Place“, benannt nach Häuptling Odit-ta-gay-win-nin – „The Gambler (Der Spieler)“)
- Sapotaweyak Cree Nation (Sapotaweyak – „Ort, wo das Wasser/der Fluss hindurchfließt“, Bezeichnung für die Siedlung Pelican Rapids, Manitoba)
- Wuskwi Sipihk First Nation (Wuskwi Sipihk – „Birken-Fluss (Birch River)“, die Bezeichnung der gleichnamigen Gemeinde)
- Pine Creek First Nation (Mina'igo-ziibiing – „Kiefern-Bach (Pine Creek)“)
- Rolling River First Nation (Ditibineya-ziibiing – „Rolling River Ort“)
- Tootinaowaziibeeng Treaty Reserve First Nation
- Waywayseecappo First Nation (Wewezhigaabawing – „Aufmerksam/Stramm stehen“)

bereits „Treaty 2“ unterzeichnende First Nation
- Ebb and Flow First Nation (Gaa-gwekwekojiwang – „Wasser, das hin- und her fließt“)
- Keeseekoowenin Ojibway First Nation (Dauphin Lake/Riding Mountain; benannt nach Häuptling Giizhigoowining (Keeseekoowenin) – „Sky Man“)
- O-Chi-Chak-Ko-Sipi First Nation (Ojijaako-ziibiing – „Crane River“, früher: Crane River First Nation)
- Skownan First Nation (Ishkwaawinaaning – „Am Rande des Landes vor dem nächsten Ort“, früher: Waterhen First Nation)

zusätzlich „Treaty 5“ unterzeichnende First Nation
- Chemawawin Cree Nation („Fischen mit zwei gegenüberliegenden Kanus, die ein Netz ziehen“)
- Misipawistik Cree Nation (Misipawistik – „Tosende/Rauschende (Große) Stromschnellen/Fälle“, früher: Grand Rapids First Nation)
- Mosakahiken Cree Nation
- Opaskwayak Cree Nation

zusätzlich „Treaty 6“ unterzeichnende First Nation
- Marcel Colomb First Nation (benannt nach Häuptling Marcel Colomb)
- Mathias Colomb First Nation (Okawamithikani – „Pickeral Narrows“, Bezeichnung für Granville Lake und die gleichnamige Siedlung, auch: Mathias Colomb Cree Nation oder Pukatawagan/Mathias Colomb Cree Nation, früher Teil der Pelican Narrows Band, benannt nach Häuptling Mathias Colomb)

Heutige Treaty 4 First Nations in Saskatchewan:
- Carry the Kettle Nakoda First Nation
- Little Black Bear First Nation
- Muscowpetung First Nation
- Nekaneet First Nation
- Okanese First Nation (eine Cree-Saulteaux-Nakota First Nation, benannt nach Cree-Saulteaux-Häuptling Okanese/Okinîs - „kleine Hagebutte“.)
- Pasqua First Nation
- Peepeekisis First Nation
- Piapot First Nation
- Star Blanket Cree Nation
- Kinistin Saulteaux Nation (ursprünglich Teil der vertragsunterzeichnenden Yellow-quill Saulteaux Band)
- Yellow Quill First Nation (ursprünglich Teil der vertragsunterzeichnenden Yellow-quill Saulteaux Band, früher Nut Lake Band of Saulteaux)
- Day Star First Nation
- Fishing Lake First Nation (ursprünglich Teil der vertragsunterzeichnenden Yellow-quill Saulteaux Band)
- Gordon First Nation
- Kawacatoose First Nation
- Muskowekwan First Nation
- Coté First Nation
- Kahkewistahaw First Nation
- Keeseekoose First Nation
- Sakimay First Nation
- The Key First Nation
- Cowessess First Nation
- Ochapowace First Nation

keine unterzeichnende Treaty First Nation, doch ihre Teilhabe wurde stillschweigend anerkannt
- Standing Buffalo First Nation
- Wood Mountain First Nation
- Whitecap Dakota First Nation

zusätzlich „Treaty 6“ unterzeichnende First Nation
- Mistawasis First Nation
- Muskeg Lake First Nation
- Muskoday First Nation
- One Arrow First Nation

unterzeichnende First Nation, obwohl geographisch dem „Treaty 2“-Gebiet zugehörig
- Ocean Man First Nation
- Pheasant Rump Nakota First Nation
- White Bear First Nation

#### Treaty 5 (Vertrag 5)
Treaty 5 (Vertrag 5) oder Winnipeg Treaty wurde am 20. September 1875 geschlossen, wobei die letzten Unterschriften erst am 7. September 1876 geleistet wurden. Betroffen waren die Westlichen Saulteaux, Manitoba Saulteaux („Mittlere Saulteaux“) und Oji-Cree (Severn Ojibwa oder Northern Ojibwa) (alle drei Stammesgruppen der Anishinabek) sowie Plains Cree, Swampy Cree und einigen Woodland Cree im Gebiet des Lake Winnipeg und im Keewatin-Distrikt im heutigen Zentral- und Nord-Manitoba sowie Teilen von Saskatchewan und Ontario. Insgesamt waren 38 First Nations betroffen. Bekannte unterzeichnende Häuptlinge waren: Mis-Koo-Ke-New („Henry Prince“), Häuptling der Norway House Nation, Thickfoot, Häuptling der Jack Head Point Band (später ersetzt durch Häuptling Sa-ha-cha-way) und Tepastenam/Tapastanum („Shining light“), Häuptling der Pimicikamak Band der Woodland Cree. Die ersten Unterzeichnungen erfolgten in den Jahren 1875 und 1876, dazu kamen Erweiterungen/Anhänge („adhesions“) aus den Jahren 1908 bis 1910; am 24. September 1875 bei Norway House, Manitoba, durch die Norway House Band und Pimicikamak Bands, am 27. September 1875 bei Grand Rapid, Manitoba, am 28. September 1875 am Lake Winnipeg durch die Wa-Pang Island Band und Dog-Head Island Band (um dem Reservat der Norway House Band zugewiesen zu werden), am 26. Juli 1876 bei Big Island durch weitere Wa-Pang/Dog-Head Island Bands, am 4. August 1876 bei Grand Rapids, Manitoba, durch Berens River Ojibwe, am 7. September 1876 in Winnipeg, Manitoba, durch die Black River Saulteaux Band, am 7. September 1876 in The Pas, durch mehrere Swampy Cree Bands, am 26. Juni 1908 am Split Lake durch Home Guard Cree Bands der Swampy Cree von Split Lake, War Lake und Fox Lake, am 8. Juli 1908 bei Norway House, am 15. Juli 1908 am Cross Lake, am 30. Juli 1908 bei Nelson House, am 24. August 1908 am Fisher River, am 29. Juli 1909 bei Oxford House, am 6. August 1909 am God's Lake, am 13. August 1909 am Island Lake, am 9. Juni 1910 Deer's Lake East und am 10. August 1910 bei York Factory.
Heutige Treaty 5 First Nations in Ontario:
- Deer Lake First Nation (Teil der historischen Deer Lake Band of [Severn River] Cree der Oji-Cree)
- North Spirit Lake First Nation (Teil der historischen Deer Lake Band of [Severn River] Cree der Oji-Cree)
- Pikangikum First Nation (Beekahncheekahmeeng Paymahteeseewahch oder Bigaanjigamiing Bemaadiziwaaj)
- Poplar Hill First Nation (spaltete sich 1978 von der Pikangikum First Nation ab)
- Sandy Lake First Nation (Teil der historischen Deer Lake Band of [Severn River] Cree der Oji-Cree)

Heutige Treaty 5 First Nations in Saskatchewan:
- Cumberland House First Nation
- Red Earth First Nation
- Shoal Lake First Nation

Heutige Treaty 5 First Nations in Manitoba:
- Berens River First Nation (Mememwi-ziibiing – „Tauben Fluss“, früher: Pigeon River Band)
- Bloodvein First Nation
- Bunibonibee Cree Nation (Pinipawinipi – „Wasser fällt und taucht ein“)
- Fisher River Cree Nation (Ochekwi Sipi – „Fisch-Fluss“, ursprünglich Teil der Norway House Cree Nation)
- Fox Lake Cree Nation (Makaso Sakikan – „Fuchs See“)
- Garden Hill First Nations
- God's Lake First Nation (Manto Sakikan – „Gottes See“)
- Misipawistik Cree Nation (Misipawistik – „Tosende/Rauschende (Große) Stromschnellen/Fälle“, früher: Grand Rapids First Nation)
- Hollow Water First Nation (Waanibiigaaw – „Loch im Wasser“)
- Kinonjeoshtegon First Nation
- Black River First Nation
- Little Grand Rapids First Nation
- Manto Sipi Cree Nation
- Nisichawayasihk Cree Nation (Nisichawayasihk – „Ort, an dem drei Flüsse (Footprint / Rat / Burntwood River) zusammenfliesen, d. h. Nelson House“, früher: Nelson House First Nation)
- Norway House Cree Nation (Kinosawi Sipi – „Fluss mit viel Fisch“)
- Pauingassi First Nation (Bawingaasi-ziibing – „Sandy Narrow“, bis 1988 Teil der Little Grand Rapids First Nation)
- Cross Lake First Nation (Pimicikamāk Nīhithawī – „Cree of the Lake that lies Athwart, d. h. Cross Lake“ oder Nikikonakos – „Otter Cree“)
- Pimicikamak Cree Nation (Pimicikamāk – „[Cross Lake] durchfließen“, da der Nelson River (Kichi Sipi) („Großer Fluss“) diesen See durchfließt (engl. cross), ist jedoch keine durch den Indian Act offiziell anerkannte „First Nation“)
- Poplar River First Nation (Azaadiwi-ziibiing – „Poplar River Ort“)
- Red Sucker Lake First Nation (Mithkwamepin Thaakkahikan – „Red Sucker See“)
- St. Theresa Point First Nation (Minithayinikam – „Maria Portage“)
- Sayisi Dene First Nation (Sayisi Dene – „Volk im Osten“, mit der Siedlung Tes-He-Olie Twe – „Auf dem See schwimmende Asche“, heute: Tadoule Lake)
- Shamattawa First Nation
- Tataskweyak Cree Nation (Tastaskweyak – „wo sich der See in zwei Passagen teilt, d. h. Split Lake“, Name des Sees sowie der gleichnamigen Siedlung)
- War Lake First Nation (Moosocoot – „Elch-Nase“)
- Wasagamack First Nation (Waasikamaank / Wasagamack – „Bucht“)
- York Factory First Nation (Kischewaskahegan – „Haupthaus“, Bezeichnung für den Handelsposten York Landing bei York Factory)

bereits „Treaty 4“ unterzeichnende First Nation
- Chemawawin Cree Nation
- Grand Rapids First Nation
- Mosakahiken Cree Nation (Mosakahiken – „Elch See“)
- Opaskwayak Cree Nation (Opas-kway-ow – „Ort, an dem Bäume/Vegetation/Buschwerk nach oben wächst“, früher: The Pas Band)

### Treaties (Verträge) 6–7
Der Indian Act (franz. Loi sur les Indiens) wurde 1876 unterzeichnet und wirkte sich aus einer Vielzahl von Gründen auf künftige Verhandlungen und Vertragsvereinbarungen aus. Der wichtigste Grund war, dass es die indigenen Völker zu Mündeln der Bundesregierung machte. Nach 1876 mussten alle Indianer mit Indianerstatus (Indian Status) oder Vertragsstatus (Treaty Status) bzw. Status-Indianer oder Vertrags-Indianer, die aus dem Reservat reisen wollten, einen Ausweis in Form eines Personalausweises mit sich führen. Außerdem gewährte es der Regierung den Besitz von indigenem Land und entzog den Indigenen das Recht auf Selbstverwaltung.
Treaty 6 (Vertrag 6) wurde 1876 unterzeichnet und betraf das heutige Zentral-Alberta und Zentral-Saskatchewan. Sein Kontext und sein Inhalt unterschieden sich von den „Numbered Treaties (Nummerierten Verträge) 1-5“ in zwei wesentlichen Punkten: Erstens hatten die betroffenen First Nations, obwohl sie über die westliche Expansion besorgt waren und sich zunächst den Bemühungen der Krone, ein Abkommen zu erzwingen, widersetzten, kaum eine andere Wahl, als es zu unterzeichnen. Ihre Populationen waren durch Pockenepidemien dezimiert worden, und Büffel und Wild wurden aufgrund der Überjagung immer seltener. Zweitens ist der Vertrag 6 der einzige Vertrag, der eine Klausel enthält, die die Bundesregierung zur Bereitstellung von Gesundheitsversorgung verpflichtet (Taylor, 1985b). Trotzdem wurde der Zugang zu medizinischer Versorgung zunächst verweigert, aber in jüngerer Zeit hat diese Klausel – bekannt als medicine chest clause – den First Nations den Zugang zu umfassender medizinischer Versorgung, einschließlich zahnmedizinischer und augenärztlicher Versorgung, gesichert.
Treaty 7 (Vertrag 7) wurde 1877 unterzeichnet und umfasst das heutige Süd-Alberta. Die Parameter entsprechen im Wesentlichen den „Numbered Treaties (Nummerierten Verträge) 1-5“ mit zwei Ausnahmen: Erstens unterzeichneten fünf verschiedene First Nations diesen Vertrag; ihre unterschiedlichen Sprachen und Kulturen führten zu widersprüchlichen (Miss-)Verständnissen des Zwecks und der Bedingungen des Vertrags. Infolgedessen bleibt der Vertrag ein sehr umstrittener Vertrag (Tesar, 2016b). Zweitens erhielten einige First Nations mehr Geld und Güter als in früheren Verträgen (Tesar, 2016b).

#### Treaty 6 (Vertrag 6)
Treaty 6 (Vertrag 6) wurde am 23. August 1876 in Fort Carlton und am 9. September 1876 in Fort Pitt sowie Battle River, Saskatchewan (ergänzt im Februar 1889), betroffen waren die Plains Cree und Woodland Cree, Woodland Saulteaux, Wood Stoney-Nakoda und Assiniboine (Filice, 2016d) sowie eine einzige Band der Chipewyan (Denesuline) vom Cold Lake (Łué chógh tué) und Primrose Lake (Xah Tué). Die einst mächtigen Stämme der „Cree-Assiniboine-Konföderation (Nehiyaw-Pwat)“ waren zu dieser Zeit von Pocken dezimiert und die fast verschwundenen Büffelherden zwangen sie, eine Alimentation durch den kanadischen Staat zu akzeptieren, um nicht hungern zu müssen. Dafür mussten sie ihr traditionelles Gebiet in Zentral-Alberta und Saskatchewan aufgeben und sich in Reservate zurückziehen. Ergänzungen zu diesem Vertrag erfolgten noch bis 1958. Bekannte unterzeichnende Häuptlinge waren: Mistawâsis („Big Child“, auch bekannt als Pierre Belanger), Häuptling der Parklands / Willow Cree der Plains Cree, Atâhkakohp („Star Blanket“), Häuptling der „Sandy Lake Indian Band“ der House Cree der Plains Cree, Pitikwahanapiwiyin („Poundmaker“), Häuptling der River Cree der Plains Cree, Pihew-kamihkosit („Red Pheasant“), Häuptling der River Cree der Plains Cree und Bruder, Berater und Vertreter des eigentlichen Häuptlings Wuttunee („Porcupine“) sowie mit Mistahimaskwa („Big Bear“, franz.: „Gros Ours“), Minahikosis („Little Pine“, franz.: „Petit Pin“) und Wikaskokiseyin/Weekaskookwasayin („Sweet Grass“) weitere bedeutende Häuptlinge der Plains Cree, sowie Uldahi (Cree-Name: Kenoseyo oder Matthias Janvier-Jackfish), Häuptling der Cold Lake/Primrose Lake Band der Chipewyan.
Heutige Treaty 6 First Nations in Saskatchewan:
- Ahtahkakoop First Nation
- Beardy’s and Okemasis First Nation
- Big Island Lake Cree Nation
- Big River First Nation
- Flying Dust First Nation
- James Smith First Nation
- Lac La Ronge First Nation
- Little Pine First Nation
- Lucky Man First Nation
- Makwa Sahgaiehcan First Nation
- Ministikwan Lake Cree Nation
- Mistawasis First Nation (benannt nach Mistawâsis - „Big Child (wörtlich: großes Kind)“, Häuptling der Parklands / Willow Cree der Plains Cree)
- Montreal Lake Cree Nation
- Moosomin First Nation
- Mosquito-Grizzly Bear’s Head-Lean Man
- Muskeg Lake Cree Nation
- Muskoday First Nation
- One Arrow First Nation
- Onion Lake Cree Nation
- Pelican Lake First Nation
- Peter Ballantyne Cree Nation
- Poundmaker Cree Nation
- Red Pheasant First Nation
- Saulteaux First Nation
- Sweetgrass First Nation
- Sturgeon Lake First Nation (Pakitahwân-Sâkahikanihk)
- Thunderchild First Nation
- Waterhen Lake First Nation
- Witchekan Lake First Nation

Heutige Treaty 6 First Nations in Alberta:
- Alexander First Nation
- Alexis Nakota Sioux First Nation
- Beaver Lake Cree Nation
- Cold Lake First Nation (Łuechok Túe Denesųłiné – „Cold Lake Chipewyan/Denesuline“; Chipewyan und Woodland Cree)
- Enoch Cree Nations (früher Teil von Papaschase's Band, spaltete sich jedoch 1882 unter Häuptling Lapotac (Enoch) ab)
- Ermineskin Cree Nation (auch: Ermineskin Tribe)
- Frog Lake First Nation
- Heart Lake First Nation (bis 1882 Teil der Cold Lake First Nation)
- Kehewin Cree Nation (früher Long Lake Cree Nation)
- Louis Bull First Nation
- Michel First Nation
- Montana First Nation
- O’Chiese First Nation
- Papaschase's Band (benannt nach Häuptling Papaschase/Passpasschase („Woodpecker“ oder John Gladieu-Quinn), wurde 1888 aufgelöst, die meisten Mitglieder schlossen sich der anerkannten Enoch First Nation an, aktuell keine durch den Indian Act offiziell anerkannte „First Nation“)
- Paul First Nation
- Saddle Lake Cree Nation
- Samson First Nation
- Sunchild First Nation

Heutige Treaty 6 First Nations in Manitoba:
- Marcel Colomb First Nation
- Mathias Colomb First Nation

#### Treaty 7 (Vertrag 7)

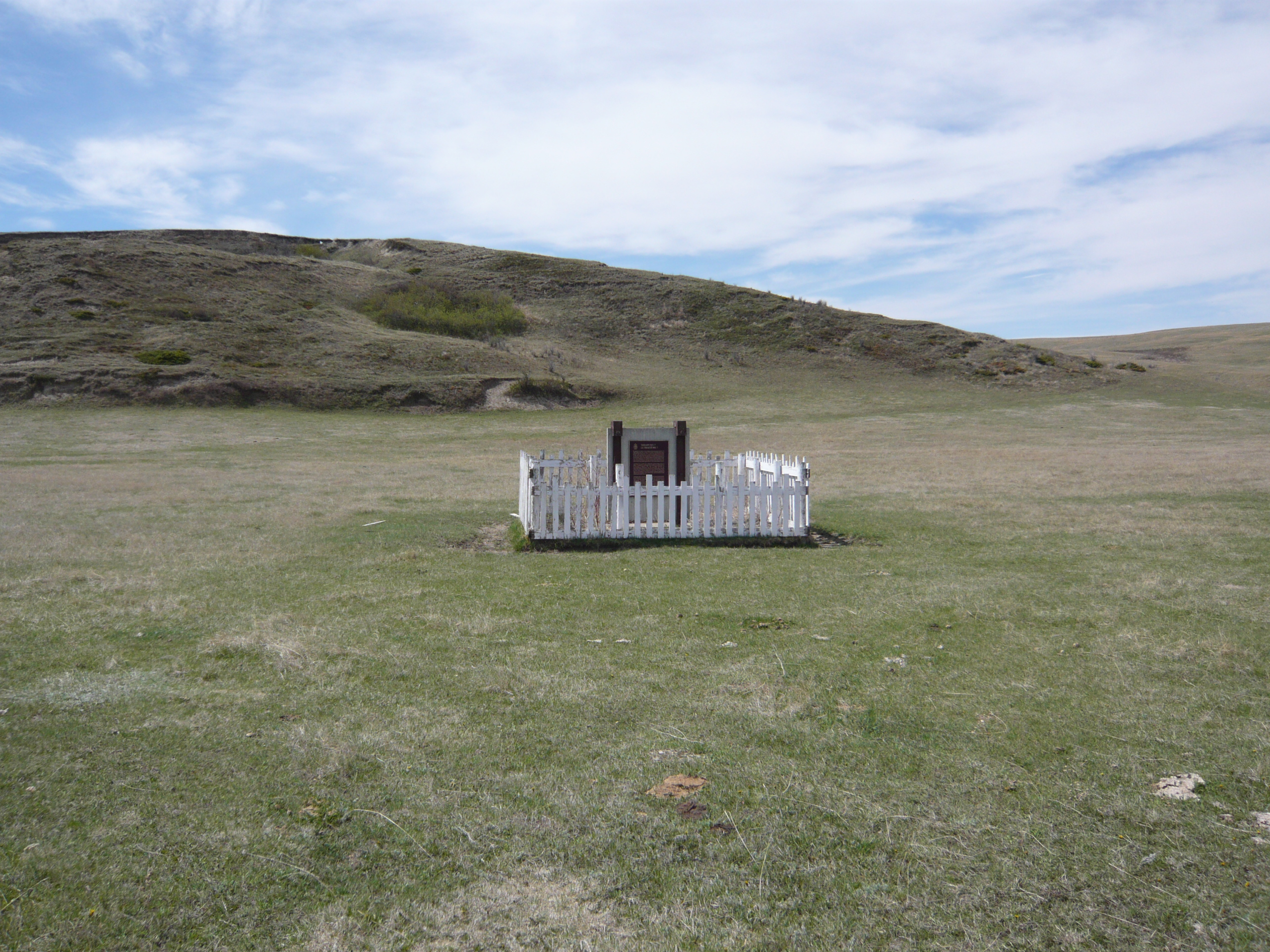
Ort der Unterzeichnung von Vertrag 7 (Treaty 7)

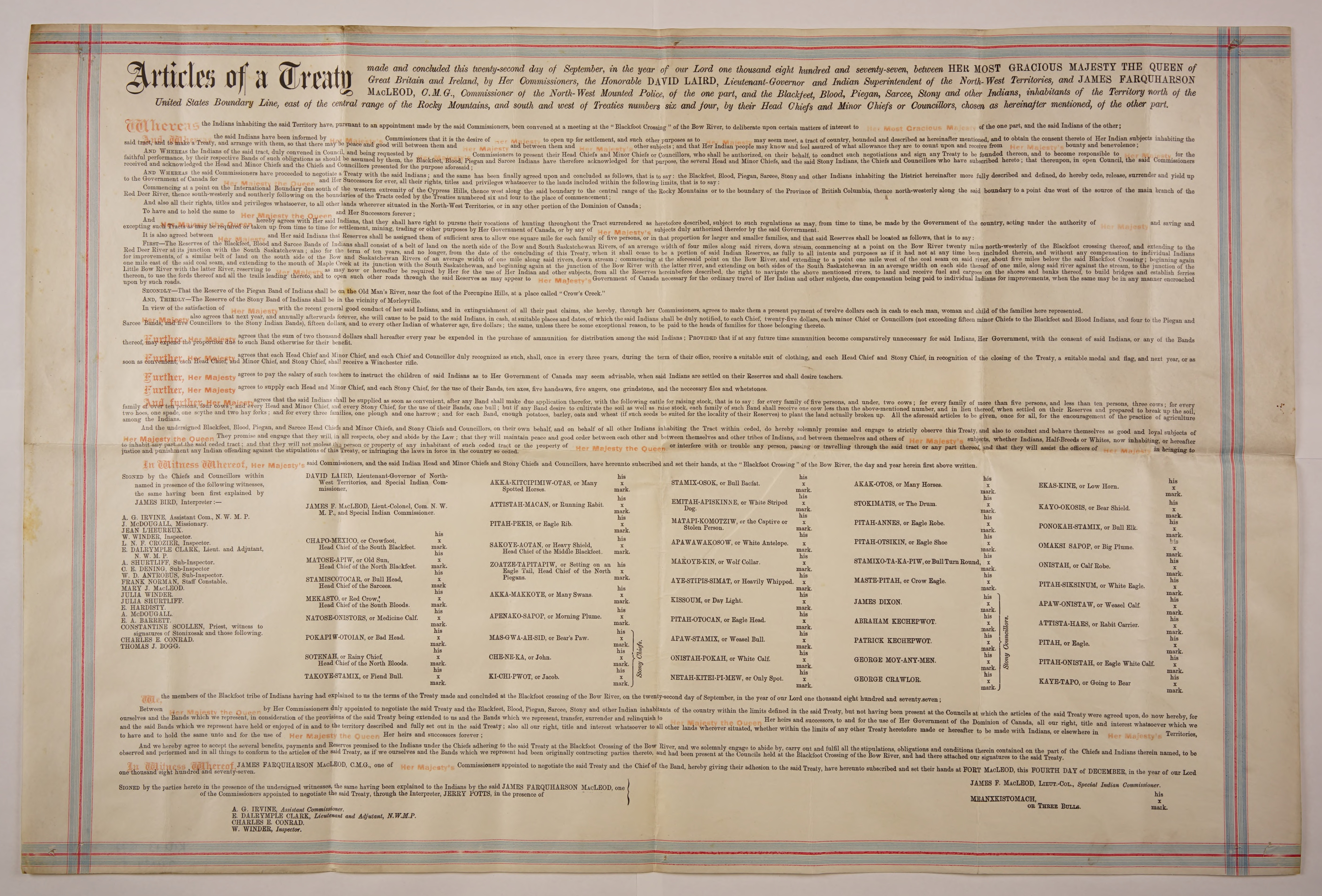
Kopie auf Pergament des Vertrages Nr. 7

Treaty 7 (Vertrag 7) oder Blackfoot Treaty ist der letzte der Numbered Treaties, die zwischen der Regierung Kanadas und den First Nations der Prärieprovinzen abgeschlossen wurde. Er wurde am 22. September 1877 von fünf First Nations bei Blackfoot Crossing rund 100 km östlich von Calgary, auf dem heutigen Gebiet des Reservats der Siksika Nation in Alberta, unterzeichnet. Unterschiedliche Auffassungen über den Zweck des Vertrags, kombiniert mit erheblichen kulturellen und sprachlichen Barrieren (Algonkin-, Sioux- und Athabaskisch-sprachige First Nations) und dem, was manche als bewusste Versuche der Regierungs-Unterhändler bezeichnet haben, die First Nations zu täuschen, führten zu anhaltenden Konflikten und gegenseitige Forderungen. Ab Mitte des 19. Jahrhunderts standen die unterzeichnenden Stämme der Plains Algonkin-sprachigen Nitsitapii (Blackfoot)-Konföderation (die Siksika (Blackfoot), die Kainai (Blood), die Piikani (Peigan) und die Nördliches Athabaskisch-sprachigen Tsuu T'ina (Sarcee)) und die Sioux-sprachigen Mountain Stoney-Nakoda (die Bearspaw First Nation, die Chiniki First Nation und Wesley First Nation) der feindlichen „Cree-Assiniboine“-Konföderation unter enormen kulturellen und sozialen Druck, ihre Populationen waren durch wiederholte Ausbrüche von Pocken enorm dezimiert worden (ca. um die Hälfte), und die Bisonherden, auf die sie sich verlassen hatten, begannen zu schrumpfen, was zum Teil auf die zunehmende Konkurrenz der westwärts vordringenden Plains Cree- und Métis-Jäger zurückzuführen war. Mehrere Bands der „Cree-Assiniboine“-Konföderation beschlossen den schwindenden Bisonherden zu folgen und drangen hierbei immer tiefer ins Territorium der feindlichen Blackfoot-Konföderation vor und begannen ab 1870 einen regelrechten Krieg gegen ihre Feinde, um der letzten Herden habhaft zu werden. Zur gleichen Zeit errichteten Siedler aus den Vereinigten Staaten Handelsforts und brachten Whiskey in die indigenen Gemeinden, was zu einem erheblichen Chaos in den Handelsforts führte. 1874 traf die North-West Mounted Police (NWMP) unter Colonel James Macleod ein und setzte dem Handel ein Ende. Die First Nations waren dankbar und schenkten Macleod nach vielen Berichten ihr Vertrauen. Es ist jedoch umstritten, inwieweit dieses Vertrauen ihre Bereitschaft zur Unterzeichnung eines Vertrages bestimmte. Die Vertragsparteien verfolgten jedoch unterschiedliche Ziele bzw. Zwecke: die Bundesregierung wollte mittels gegenseitiger Vertragsunterzeichnungen, die Landansprüche der First Nations auslöschen (um das Land für die Besiedlung und Erschließung durch die Eisenbahn zu öffnen); nach eigener Aussage verstanden die First Nations in erster Linie diese als Friedensvertrag, mit dem diese gegen eine Reihe von Versprechungen und jährlichen Zahlungen seitens der Regierung, versprachen, die Konflikte untereinander zu beenden, Frieden mit Kanada zu schließen, ein friedliches Zusammenleben mit neu ankommenden Siedlern zu gewährleisten. Niemand der First Nations dachte, dass es sich um eine Landabtretung handelte. Ein Teil der Verwirrung ergab sich aus kulturellen Missverständnissen, aber auch aus ernsthaften Übersetzungsproblemen. Jeremiah „Jerry“ Potts (Blackfoot-Name: Ky-yo-kosi – „Bear Child“), einer der von den Kommissaren mitgebrachten Dolmetscher, wurde nicht nur beschuldigt, die Sprachen der Vertragsstaaten nur wenig oder gar nicht fließend zu beherrschen, sondern auch die englische Sprache – vor allem mit juristischen Begriffen – schlecht zu beherrschen. Zudem verfolgte die untereinander seit Jahrzehnten verfeindeten First Nations verschiedene Ziele, so z. B. bestand die Blackfoot-Konföderation auf der Zusicherung, dass der Zuzug der „Cree-Assiniboine“-Bands und der mit diesen verwandten Métis sowie der Siedler auf ihr Land gestoppt wird. Bekannte unterzeichnende Häuptlinge waren: Nitai’kihtsipimi („One Spot“ oder „One Spotted Horse“), Häuptling der Six Mouths Clans der Kainai (Blood) Band, Mékaisto („Red Crow“), Häuptling des Mamíaooyiiksi („Fish Eaters“) Clans und Oberhäuptling der Kainai (Blood) Band, Onista’Poka („White Calf“, auch Manisto’kos – „Father of Many Children“ oder Siki’muka – „Running Crane“), Häuptling des Inníípoiksi („Buffalo Followers“) Clans und führender Kriegshäuptling der Kainai (Blood) Band, Crowfoot (Isapo-Muxika/Issapóómahksika – „Crow big foot“, korrekter: „Crow Indian’s big foot“), Häuptling des Big Pipes (später: Moccasin) Clans der Siksika (Blackfoot) Band, Aatsista-Mahkan („Running Rabbit“), Häuptling des Biters Clans der Siksika (Blackfoot) Band, Natos-Api („Old Sun“ oder „Sun Old Man“), Häuptling des All Medicine Men Clans der Siksika (Blackfoot) Band, Chula („Little Chief“, besser bekannt als Stamixo’tokan – „Bull Head“), Häuptling der Tsuu T'ina (Sarcee), Chiniquay/Chiniki (Che-ne-ka oder John Chiniquay), Häuptling der mittleren/zentralen Band der „Mountain Stoney“, Bearspaw (Ozîja Thiha/O Sincha Stia – „Bärentatze“, meist daher Bearspaw oder Jacob Bearspaw), Häuptling der südlichen Band der „Mountain Stoney“, Goodstoney (Cree-Name: Ki-chi-pwot/Kichi Pwat – „Big Stony“ bzw. „Good Stony“ oder Jacob Goodstoney), Häuptling der nördlichen Band der „Mountain Stoney“.
Im Sommer 1875 wurde Crowfoot bekannt, dass Verträge für das Gebiet der Blackfoot-Konföderation geplant seien. Im Herbst 1875 trafen sich Crowfoot und weitere Häuptlinge der Siksika (Blackfoot) Band mit Häuptlingen der Piikani (Peigan) Band und der Kainai (Blood) Band der Blackfoot-Konföderation zusammen. Es wurde eine Petition verfasst und an den Vizegouverneur der Nordwest-Territorien, Alexander Morris, geschickt. Die Petition listete eine Reihe von Beschwerden auf, wie z. B. die Ankunft von Siedlern und Cree und Métis Büffeljägern, und bat um die Anwesenheit eines Indianer-Kommissars, damit die „Invasion“ ihres Landes gestoppt werden könne, bis ein Vertrag ausgehandelt sei. Die Regierung wurde durch das Eintreffen der Lakota-Sioux in Kanada, die gerade die US-Armee in der Schlacht am Little Bighorn besiegt hatten, enorm unter Druck gesetzt – zumal sich 1877 Sitting Bull und Crowfoot persönlich trafen, um zwischen den beiden Völkern Frieden zu schließen. Da einige Häuptlinge der Blackfoot bereits mit den USA 1855 einen Vertrag unterzeichnet hatten und viele der Versprechen auf amerikanischer Seite nicht erfüllt worden waren, waren diese frustriert und traten den Vertragsverhandlungen im Herbst 1877 skeptisch gegenüber.
Als am 16. September 1877 die Vertragsverhandlungen begannen, waren nur die Siksika (Blackfoot), Tsuu T'ina (Sarcee) und Mountain Stoney-Nakoda anwesend, am nächsten Tag beschloss man, zwei Tage auf die fehlenden Kainai (Blood) und Piikani (Peigan) zu warten. Obwohl immer noch nicht alle Häuptlinge – insbesondere die der wichtigsten Kainai (Blood) Bands – anwesend waren, wurden am 19. September die Vertragsinhalte erörtert. Laird hielt eine Rede bzgl. der positiven Bemühungen der Regierung (u. a. die Verabschiedung von Gesetzen zum Schutz der Bisons und die Beendigung der amerikanischen Whiskey-Forts). Auf Grund des baldigen Verschwindens der Bisons, wolle die Regierung, dass die indigenen First Nations sich der Landwirtschaft und Viehzucht widmen und dafür Unterstützung bekommen würden. Viele Häuptlinge bestanden auf Jagd- und Fischrechte in ihrem traditionellen Land. Jährliche Zahlungen, Reservate und Bildung wurden ebenfalls diskutiert. Crowfoot sagte jedoch, dass eine Entscheidung erst nach der Ankunft von Mékaisto („Red Crow“), dem Oberhäuptling der Kainai (Blood) Band, getroffen werden könne. Am 21. September traf Mékaisto („Red Crow“) ein und stimmte – nach Erklärung der Vertragsbedingungen durch Crowfoot – der Unterzeichnung zu, nachdem einige Häuptlinge immer noch zögerten, wurde bald ein Konsens erzielt, und am 22. September unterzeichneten alle Parteien das Abkommen. Am 4. Dezember 1877 unterzeichneten die letzten Blackfoot-Häuptlinge den Vertrag.
Als Kompensation für die Aufgabe ihrer Landansprüche im Süden Albertas sollte jede fünfköpfige Familie ein ca. 6,47 km² Grundstück erhalten (die Grundstücksgröße variierte, je nachdem, ob die Familie größer oder kleiner war). Die Siksika (Blackfoot), Kainai (Blood) und Tsuu T'ina (Sarcee) erhielten ein Reservat entlang des Bow River; den Piikani (Peigan) wurde ein Reservat nahe der Porcupine Hills im Crow's Creek-Gebiet zugewiesen; und den Mountain Stoney-Nakoda wurde auf Anraten des Methodisten John McDougall, der ihnen gedient hatte, ein Reservat in der Nähe der Methodistenmission in Morleyville gewährt. Jedem Mann, jeder Frau und jedem Kind wurden sofort 12 Dollar ausgezahlt. Jährliche Zahlungen von 25 Dollar sollten an jeden Häuptling, 15 Dollar an Unterhäuptlinge bzw. Ratsmitglieder und 5 Dollar an alle anderen gezahlt werden. Alle Häuptlinge sollten auch ein Winchester-Gewehr erhalten, zudem all drei Jahre alle Häuptlinge und Ratsmitglieder einen neuen Anzug. Die Oberhäuptlinge der drei Blackfoot Bands und die Häuptlinge der Tsuu T'ina (Sarcee) und Mountain Stoney-Nakoda Bands erhielten jeweils eine Medaille und eine Fahne zur Erinnerung an den Vertrag. Die Regierung erklärte sich bereit, die Gehälter der Lehrer in den Reservaten zu zahlen, jedes Jahr Munition im Wert von 2.000 Dollar zu verteilen und verschiedene Hilfsmittel, darunter Äxte und Handsägen, bereitzustellen. Schließlich sollte jede Familie im Verhältnis zu ihrer Größe Rinder erhalten (zwei für eine fünfköpfige Familie; drei für eine fünf- bis zehnköpfige Familie; vier für eine zehnköpfige Familie und mehr); Häuptlingen wurde je ein Stier für den Gebrauch ihrer Band versprochen, zudem war es der Band möglich, eine Kuh weniger im Austausch für landwirtschaftliche Geräte zu erhalten.
Heutige Treaty 7 First Nations in Alberta:
- Bearspaw First Nation (eine der drei First Nations der Stoney Nakoda First Nation und Mitglied der „Cree-Assiniboine“-Konföderation)
- Chiniki First Nation (eine der drei First Nations der Stoney Nakoda First Nation und Mitglied der „Cree-Assiniboine“-Konföderation)
- Wesley First Nation (eine der drei First Nations der Stoney Nakoda First Nation und Mitglied der „Cree-Assiniboine“-Konföderation)
- Kainai (Blood) Nation (eine der First Nations der historischen Nitsitapii (Blackfoot)-Konföderation)
- Piikani (Peigan) Nation (eine der First Nations der historischen Nitsitapii (Blackfoot)-Konföderation)
- Siksika (Blackfoot) Nation (eine der drei First Nations der historischen Nitsitapii (Blackfoot)-Konföderation)
- Tsuu T'ina First Nation (die Tsuu T'ina First Nation (meist: Sarcee) war eine der First Nations der historischen Nitsitapii (Blackfoot)-Konföderation)

### Treaties (Verträge) 8–11
Bekannt als der letzte der „Numbered Treaties (Nummerierten Verträge)“, wurden diese zwischen 1899 und 1921 unterzeichnet. Diese Verträge decken den größten Teil des Nordwestens Kanadas ab, mit Ausnahme des Treaty 9 (Vertrags 9), der den Norden Ontarios und einen kleinen Teil Manitobas umfasst (Morrison, 1986). Erst nach 22 Jahren wurden mit den Treaties (Verträge) 8-11 wieder die Verhandlungen aufgenommen. Dies geschah aus zwei Gründen: Die Bundesregierung hatte große Summen für die Aushandlung der ersten sieben Verträge ausgegeben und wollte von den neuen europäischen Siedlern nicht so wahrgenommen werden, dass sie Gelder für die First Nations ausgaben (Canada in the Making, 2004). Zweitens hatte die Bundesregierung keinen Grund, über Länder im Norden zu verhandeln, die ihrer Ansicht nach wenig bis gar keinen Wert hatten (Canada in the Making, 2004). Der Klondike-Goldrausch von 1896 änderte die Sichtweise der Bundesregierung auf die nördlichen Regionen Kanadas, und sie nahm wieder Vertragsverhandlungen auf, um etwaige Landansprüche der USA entgegenzutreten sowie die südliche Grenze zu sichern. Der Goldrausch führte zur Errichtung des Yukon-Territoriums und zur Festlegung der Grenze zwischen Alaska und Kanada.

#### Treaty 8 (Vertrag 8)

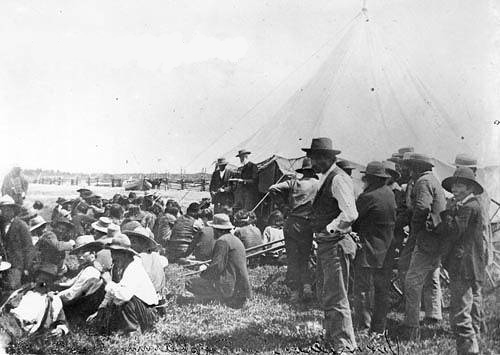
David Laird erläutert die Bestimmungen des Vertrages, Fort Vermilion, 1899

Treaty 8 (Vertrag 8) oder Lesser Slave Lake Treaty wurde am 21. Juni 1899 bei Grouard (auch: Grouard Mission) im Norden Albertas von der Krone mit den First Nations im Gebiet rund um den Lesser Slave Lake geschlossen und erhielt 1901 einige Ergänzungen. Der Vertrag umfasst eine Landfläche von rund 842.000 km² im heutigen Norden Albertas (23 First Nations), Nordwesten Saskatchewans (3 First Nations) und im Nordosten British Columbias (8 First Nations) und Südwesten der Nordwest-Territorien (6 First Nations), womit er der größte flächenbezogene Vertrag in der Geschichte Kanadas ist. Betroffen waren Woodland Cree, Sekani (Tse’khene), South Slavey (Deh Cho Dene), Dunne-za (früher auch: Beaver), Saulteaux, Chipewyan (Denesuline), Tłįchǫ (Dogrib) und Yellowknife (T’atsaot’ine). Der Vertrag bezog 39 First Nations ein, deren soziale Organisation sich von der der indigenen Völker unterschied, mit denen die Regierung zuvor die „Numbered Treaties (Nummerierten Verträge)“ geschlossen hatte. Infolge dieser und anderer dem Norden eigenen Faktoren unterscheiden sich die Bedingungen und die Umsetzung des Treaty 8 (Vertrag 8) erheblich von denen früherer „Numbered Treaties (Nummerierten Verträge)“, mit lang anhaltenden Folgen für die Regierung und die First Nations dieses Gebiets. Da man weite Gebiete im Norden Kanadas, nicht als so wertvoll betrachtete wie andere Regionen – namentlich die Prärieprovinzen (Alberta, Saskatchewan und Manitoba) – da sie sich im Allgemeinen nicht für Landwirtschaft oder Siedlungen eigneten, zögerte die Regierung Verträge zugunsten von Siedlern mit den nördlichen First Nations abzuschließen. Nachdem bei einer Exploration des gesamten Athabasca-Mackenzie-Gebiet potenzielle Ölsandreserven und andere Mineralien entdeckt wurden, begann die Regierung 1891 ernsthaft mit der Planung eines Vertrags. Im Jahr 1897 führten der Klondike-Goldrausch sowie Berichte von Goldfunden im Gebiet um den Great Slave Lake – und der Zustrom von Weißen in den Norden – zu einem erneuten Interesse an einem Vertrag. Es ist auch möglich, dass die Regierung motiviert war, Verträge zu unterzeichnen, bevor die indigenen First Nations den Geldwert ihres Landes entdeckten. Das Department of Indian Affairs war zudem besorgt, sollte zu lange gewartet werden, dass die Cree-sprachigen First Nations und Métis des Nordens durch Kontakte mit ihren Verwandten im Süden, verstehen würden, dass das, was mündlich versprochen wurde, nicht unbedingt im schriftlichen Vertrag festgehalten wurde. Es gab viele Diskussionen über die Ausgestaltung der Verträge, z. B. evtl. Vorzüge jährlicher Zahlungen gegenüber Pauschalbeträgen, welche Reservatsgröße für die First Nations des Nordens, die eher in kleinen Familiengruppen als gemeinschaftlich in großen Bands (Stämmen) lebten, angemessen wäre, sowie ob diesen Steuerfreiheit, Freiheit von Kapitalstrafen und Militärdienst gewährt werden sollte.
Heutige Treaty 8 First Nations in Alberta:
- Athabasca Chipewyan First Nation (auch: Fort Chipewyan First Nation)
- Beaver First Nation
- Bigstone Cree Nation
- Chipewyan Prairie First Nation (auch: Chipewyan Prairie Dene First Nation, bis 1923 Teil der Cree-Chipewyan Band of Fort McMurray)
- Dene Tha' First Nation
- Driftpile First Nation (auch: Driftpile Cree Nation)
- Duncan's First Nation
- Fort McKay First Nation (bis 1942 Teil der Cree-Chipewyan Band of Fort McMurray)
- Fort McMurray First Nation (früher: Cree-Chipewyan Band of Fort McMurray)
- Horse Lake First Nation
- Kapawe'no First Nation (bis 1965 Teil der Sucker Creek First Nation)
- Loon River First Nation (bis 1992 Teil der Lubicon Lake Band #453)
- Little Red River Cree Nation (bis 1930 Teil der Tallcree First Nation)
- Lubicon Lake Band #453 (bis 1939 Teil der Whitefish Lake First Nation #459)
- Mikisew Cree First Nation
- Peerless Trout First Nation (bis 2010 Teil der Bigstone Cree Nation)
- Salt River First Nation
- Sawridge First Nation (bis 1910 Teil der Driftpile First Nation)
- Smith's Landing First Nation (bis 1998 Teil der Salt River First Nation)
- Sturgeon Lake Cree Nation
- Sucker Creek First Nation (bis 1910 Teil der Driftpile First Nation)
- Swan River First Nation (bis 1910 Teil der Driftpile First Nation)
- Tallcree First Nation (auch: Tallcree Tribal Government)
- Whitefish Lake First Nation #459
- Woodland Cree First Nation (bis 1990 Teil der Lubicon Lake Band #453)

Heutige Treaty 8 First Nations in British Columbia:
- Doig River First Nation
- Fort Nelson First Nation
- Halfway River First Nation (einst Teil der „Hudson Hope Band“, 1977 spaltete diese sich in die „West Moberly First Nations“ und „Halfway River First Nation“)
- West Moberly First Nations (einst Teil der „Hudson Hope Band“, 1977 spaltete diese sich in die „West Moberly First Nations“ und „Halfway River First Nation“)
- Prophet River First Nation
- Saulteau First Nations
- Blueberry River First Nation
- McLeod Lake Indian Band (auch: McLeod Lake Tse'Khene First Nation, unterzeichnete im Jahr 2000 den Treaty 8)

Heutige Treaty 8 First Nations in den Nordwest-Territorien:
- Deninu Ku’e First Nation
- Lutsel K’e Dene First Nation
- Smith’s Landing First Nation
- Yellowknives Dene First Nation
  - Dettah Yellowknives Dene First Nation
  - N'Dilo Yellowknives Dene First Nation

Heutige Treaty 8 First Nations in Saskatchewan:
- Black Lake Denesuline Nation
- Clearwater River Dene Nation
- Fond Du Lac Denesuline Nation

#### Treaty 9 (Vertrag 9)

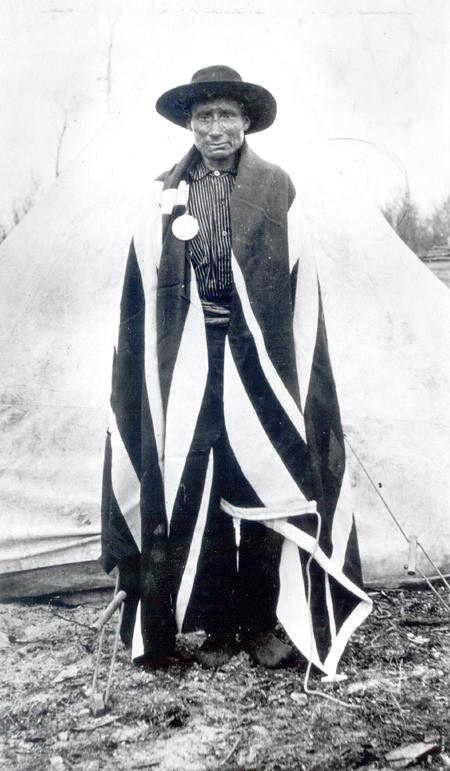
Robert Fiddler, Schamane und Häuptling der Deer Lake und Sandy Lake Bands der Oji-Cree, unterzeichnete am 9. Juni 1910 bei Deer’s Lake East, Manitoba, den Vertrag Nr. 5 (später wurden diese First Nations zum Gebiet des Vertrags Nr. 9 gezählt)

Treaty 9 (Vertrag 9) oder James Bay Treaty wurde formal zwischen König Edward VII., Nördlichen Ojibwe, Oji-Cree und Woodland Cree im Norden Ontarios geschlossen, dazu kamen die Abitibiwinni aus Québec. Ab dem 12. Juli 1905 unterzeichneten nach und nach 38 Stämme den Vertrag.
Heutige Treaty 9 First Nation in Quebec:
- Abitibiwinni First Nation (früher: Abitibi-Dominion Band of Abitibi Indians, früher als Abitibi Indians identifiziert)

Heutige Treaty 9 First Nations in Ontario:
- Cat Lake First Nation (Teil der historischen Osnaburgh House Band of [Upland] Ojibway der Oji-Cree)
- Mishkeegogamang First Nation (auch: Mishkeegogamang Ojibway Nation, früher: New Osnaburgh First Nation, Teil der historischen Osnaburgh House Band of [Upland] Ojibway der Oji-Cree)
- Slate Falls First Nation (Teil der historischen Osnaburgh House Band of [Upland] Ojibway der Oji-Cree)
- Eabametoong First Nation (früher: Fort Hope First Nation, Teil der historischen Fort Hope Band of [Upland] Ojibway-Cree der Oji-Cree)
- Neskantaga First Nation (früher: Lansdowne House First Nation, Teil der historischen Fort Hope Band of [Upland] Ojibway-Cree der Oji-Cree)
- Nibinamik First Nation (früher: Summer Beaver First Nation, Teil der historischen Fort Hope Band of [Upland] Ojibway-Cree der Oji-Cree)
- Webequie First Nation (Teil der historischen Fort Hope Band of [Upland] Ojibway-Cree der Oji-Cree)
- Marten Falls First Nation (früher: Marten Falls Band of Oji-Cree, Teil der historischen Fort Hope Band of [Upland] Ojibway-Cree der Oji-Cree)
- Constance Lake First Nation (früher: English River Band of Oji-Cree, Teil der historischen Fort Hope Band of [Upland] Ojibway-Cree der Oji-Cree)
- Fort Albany First Nation (früher: Fort Albany Band of Cree)
- Moose Cree First Nation (früher: Moose Factory Band of Cree)
- Taykwa Tagamou Nation (früher: New Post Band of Cree)
- Wahgoshig First Nation (früher: Abitibi-Ontario Band of Abitibi Indians, früher als Abitibi Indians identifiziert)
- Matachewan First Nation (früher: Matachewan Indians)
- Mattagami First Nation (früher: Mattagami Indians)
- Flying Post First Nation (früher: Flying Post Indians)
- Chapleau Ojibway First Nation (früher: Chapleau Band of Ojibway)
- Chapleau Cree First Nation (früher: Chapleau Community of Moose Factory Band of Cree)
- Brunswick House First Nation (früher: New Brunswick House Band of Ojibway)
- Ginoogaming First Nation (früher: Long Lake Band of Ojibway)
- Bearskin Lake First Nation (Teil der historischen Big Trout Lake Band of [Severn River] Cree der Oji-Cree)
- Kasabonika Lake First Nation (Teil der historischen Big Trout Lake Band of [Severn River] Cree der Oji-Cree)
- Kingfisher First Nation (Teil der historischen Big Trout Lake Band of [Severn River] Cree der Oji-Cree)
- Kitchenuhmaykoosib Inninuwug First Nation (auch: Gichi-namegosib ininiwag oder Big Trout Lake First Nation, Teil der historischen Big Trout Lake Band of [Severn River] Cree der Oji-Cree)
- Muskrat Dam Lake First Nation (Teil der historischen Big Trout Lake Band of [Severn River] Cree der Oji-Cree)
- Sachigo Lake First Nation (Teil der historischen Big Trout Lake Band of [Severn River] Cree der Oji-Cree)
- Wapekeka First Nation (Teil der historischen Big Trout Lake Band of [Severn River] Cree der Oji-Cree)
- Wawakapewin First Nation (Teil der historischen Big Trout Lake Band of [Severn River] Cree der Oji-Cree)
- Wunnumin Lake First Nation (Teil der historischen Big Trout Lake Band of [Severn River] Cree der Oji-Cree)
- McDowell Lake First Nation (Teil der historischen Caribou Lake Band [Winisk River] Cree der Oji-Cree)
- North Caribou Lake First Nation (Teil der historischen Caribou Lake Band [Winisk River] Cree der Oji-Cree)
- Keewaywin First Nation (Teil der historischen Deer Lake Band of [Severn River] Cree der Oji-Cree)
- Fort Severn First Nation
- Weenusk First Nation (früher: Winisk Band of Cree)
- Attawapiskat First Nation (früher: Attawapiskat Band of Cree)
- Aroland First Nation
- Missanabie Cree First Nation

#### Treaty 10 (Vertrag 10)
Treaty 10 (Vertrag 10) wurde ab dem 28. August 1906 unterzeichnet. Hiervon waren die Chipewyan und Woodland Cree in Manitoba und in Saskatchewan betroffen.
Heutige Treaty 10 First Nations in Manitoba:
- Barren Lands First Nation
- Northlands First Nation (Dahlu T’ua – „Makrelen See“, Bezeichnung für die Siedlung Lac Brochet, Manitoba)

Heutige Treaty 10 First Nations in Saskatchewan:
- Birch Narrows First Nation
- Buffalo River Dene Nation
- Canoe Lake First Nation
- English River Dene Nation
- Hatchet Lake First Nation

#### Treaty 11 (Vertrag 11)
Treaty 11 (Vertrag 11) wurde formal am 27. Juni 1921 zwischen König Georg V. und zahlreichen First Nations in den Nordwest-Territorien geschlossen.
Heutige Treaty 11 First Nations in den Nordwest-Territorien:
- Acho Dene Koe First Nation
- Aklavik First Nation
- Behdzi Ahda' First Nation
- Dechi Laot'i First Nations
- Deh Gáh Got'ı̨ę First Nation
- Délı̨nę First Nation
- Dog Rib Rae First Nation
- Fort Good Hope First Nation
- Gameti First Nation
- Gwichya Gwich'in First Nation
- Inuvik Native Band
- Jean Marie River First Nation
- Ka'a'gee Tu First Nation
- Łı́ı́dlı̨ı̨ Kų́ę́ First Nation
- Nahɂą Dehé Dene Band
- Pehdzeh Ki First Nation
- Sambaa K'e First Nation
- Tetlit Gwich'in First Nation
- Tulita Dene First Nation
- West Point First Nation
- Wha Ti First Nation